# Annemie Fontana
Pour les articles homonymes, voir Fontana.
Annemie Fontana (Jacqueline Annamarie Fontana) née à Versoix le 14 décembre 1925 et morte le 25 octobre 2002 à Zurich est une artiste peintre et sculptrice suisse.

## Biographie
Elle est la fille de l'artiste peintre Alois Fontana. Elle grandit à Zurich où elle apprend la haute couture avec Gaby Jouval, styliste d'origine française. Parallèlement, elle suit une formation en céramique artistique dans l'atelier des frères Müller à Luzerne  ,.
Elle apprend les techniques de la sculpture en autodidacte, car ses demandes de bourse d'études sont maintes fois refusées. En 1954, elle expose ses figurines d'animaux, mais elle n'ose pas encore abandonner la couture et le design,. En 1956, elle obtient une bourse d'études de la Confédération Suisse, en 1956 de la ville de Zurich. Elle réalise à la Technische Befufsschule Zurich une mosaïque muraille conçue par Alois Carigiet. C'est elle qui cueille, taille et polit les pierres. Puis elle abandonne la couture et se consacre entièrement à l'activité artistique.
Pour créer ses œuvres, elle utilise différents matériaux (bronze, métal, aluminium, bois et marbre), plus tard, elle réalise des sculptures abstraites en polyester (appelées « fantômes »), et des œuvres picturales utilisant les techniques de la sérigraphie ,.
Elle participe aux expositions collectives à Florence (1967), La Haye (1968), Tel Aviv-Jaffa (1972), Haïfa, Jérusalem, Budapest et Anvers (1973), Lindau (1977), et à nouveau à Budapest (1978) ,.
Ses sculptures sont exposées dans des musées (Musée du design de Zurich, Kunsthaus de Zurich, Musée municipal de La Haye, Musée d'art de Tel Aviv) et dans différentes communes suisses (Zumikon, Zurich, Coire, Bülach, Kloten).

## Œuvres

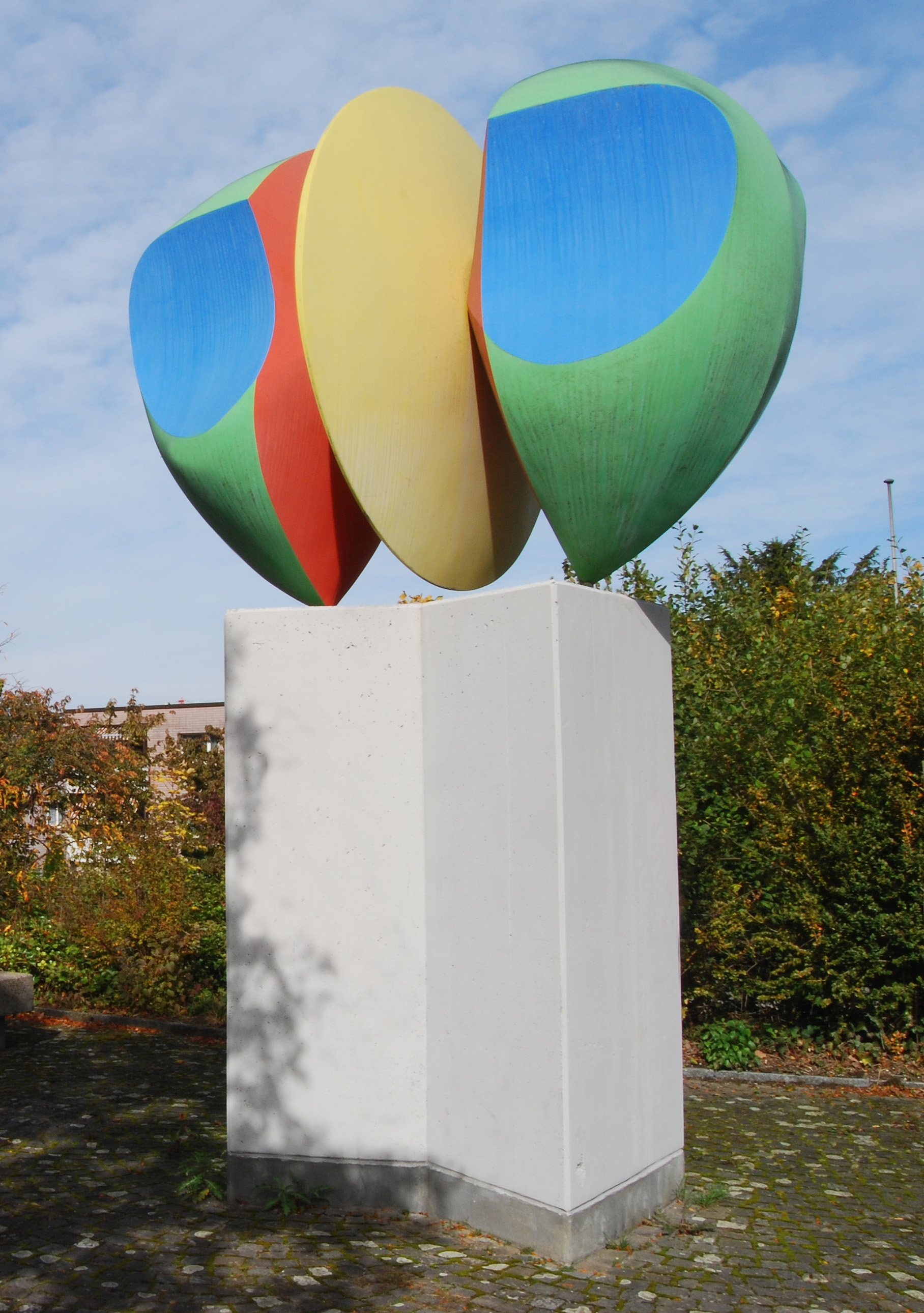
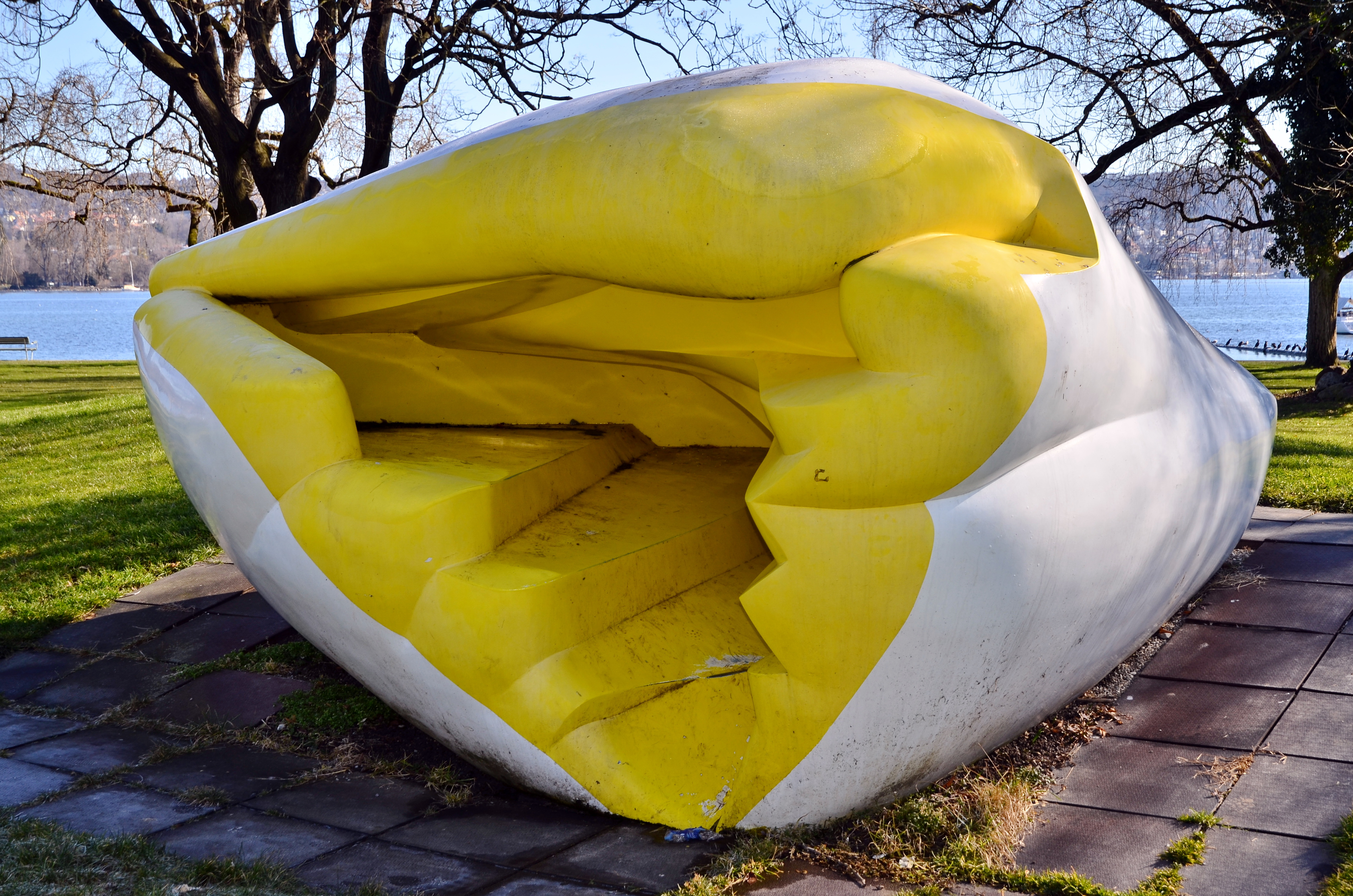
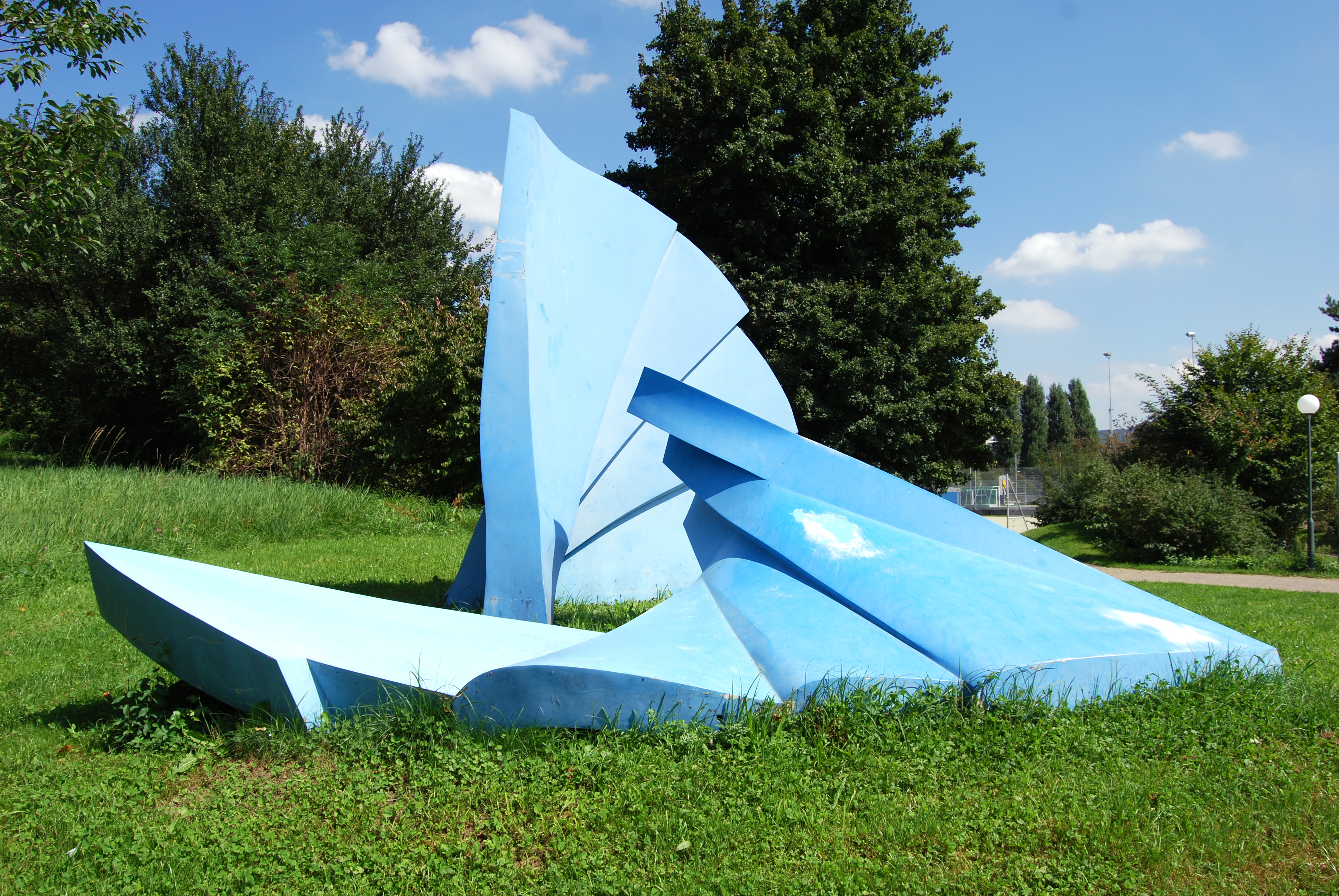
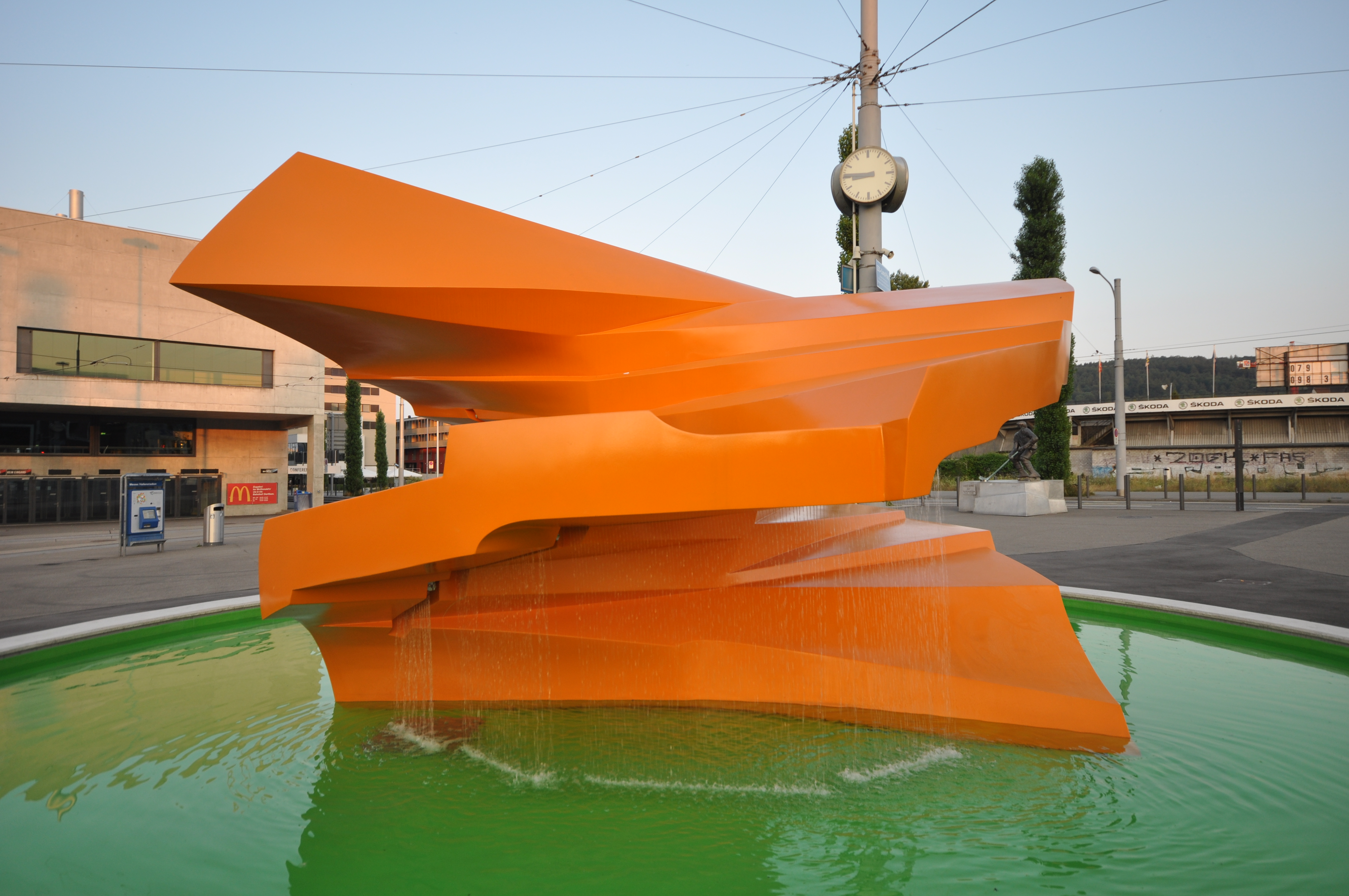